# GPM J1839-10
GPM J1839-10 è una magnetar a periodo ultra lungo, situata nella costellazione dello Scudo nella Via Lattea, scoperta dal Murchison Widefield Array situato nell'Australia occidentale.
L'oggetto si trova a circa 15.000 anni luce di distanza. Le sue caratteristiche insolite in violazione della teoria (che non si erano mai viste prima) erano tali da indurre una ricerca negli archivi di numerosi altri radiotelescopi; sull'oggetto sono stati trovati dati non analizzati risalenti al 1988.
La conoscenza attuale basata anche su modelli teorici delle stelle di neutroni è tale che al di sotto di un periodo di rotazione, le emissioni radio cessino o non vengono rilevate. Sebbene GPM J1839−10 abbia una rotazione estremamente lenta della durata di circa 20 minuti, emette onde radio, fenomeno non ancora spiegato dalla comunità scientifica..